# Apure
Apure (hiszp. Estado Apure) – jest jednym z 23 stanów Wenezueli. Stolicą stanu Apure jest miasto San Fernando de Apure.
Stan Apure zajmuje powierzchnię 76 500 km² i liczy 459 025 mieszkańców (2011); dla porównania, w roku 1970, mieszkańców było 177,5 tys.
Stan leży na Nizinie Orinoko, przy granicy z Kolumbią. Gęsta sieć rzek (m.in. Apure, Meta – rzeka graniczna). Rozwinięte rybołówstwo i transport wodny (stan na lata 70. XX w.). Ekstensywna hodowla bydła.
Znajdują się tu Park Narodowy Santos Luzardo, Park Narodowy Río Viejo San Camilo oraz część Parku Narodowego El Tamá.

## Gminy i ich siedziby
- Achaguas (Achaguas)
- Biruaca (Biruaca)
- Muñoz (Bruzual)
- Páez (Guasdualito)
- Pedro Camejo (San Juan de Payara)
- Rómulo Gallegos (Elorza)
- San Fernando (San Fernando de Apure)